# USS Porpoise (1820)
USS Porpoise był szkunerem, pierwszą jednostką United States Navy noszącą tę nazwę.
Okręt został zbudowany w 1820 w Portsmouth Naval Shipyard. Był jednostką siostrzaną szkunerów "Alligator", "Dolphin" i "Shark".
Pierwszy przydział w latach 1821-1823 okręt odbył na terenie Indii Zachodnich polując na piratów. Dowódcą okrętu był Lieutenant James Ramage.
Pływając w rejonie wybrzeża Afryki Zachodniej w latach 1824-1825 szkuner był zaangażowany w zwalczanie handlu niewolnikami. Pod koniec 1825 wrócił do Stanów Zjednoczonych i pod dowództwem Commandera Foxhalla A. Parkera pływał w rejonie północnowschodniego wybrzeża USA.
"Porpoise" pływał w rejonie Morza Śródziemnego w latach 1826-1830, pod dowództwem kolejno Lt. Benjamina Coopera, Lt. Johna H. Bella i Lt. Thomasa M. Newella. Po powrocie do Indii Zachodnich w 1830 pływał pod dowództwem kolejno Lt. Johna Percivala, Lt. Jamesa Armstronga i Lt. Jamesa McIntosha.
W czasie rejsów po Indiach Zachodnich w 1833, pod dowództwem Lt. Williama Taylora "Porpoise" rozbił się na rafie w pobliżu Point Lizardo.